# Oberleitungsbus Wellington

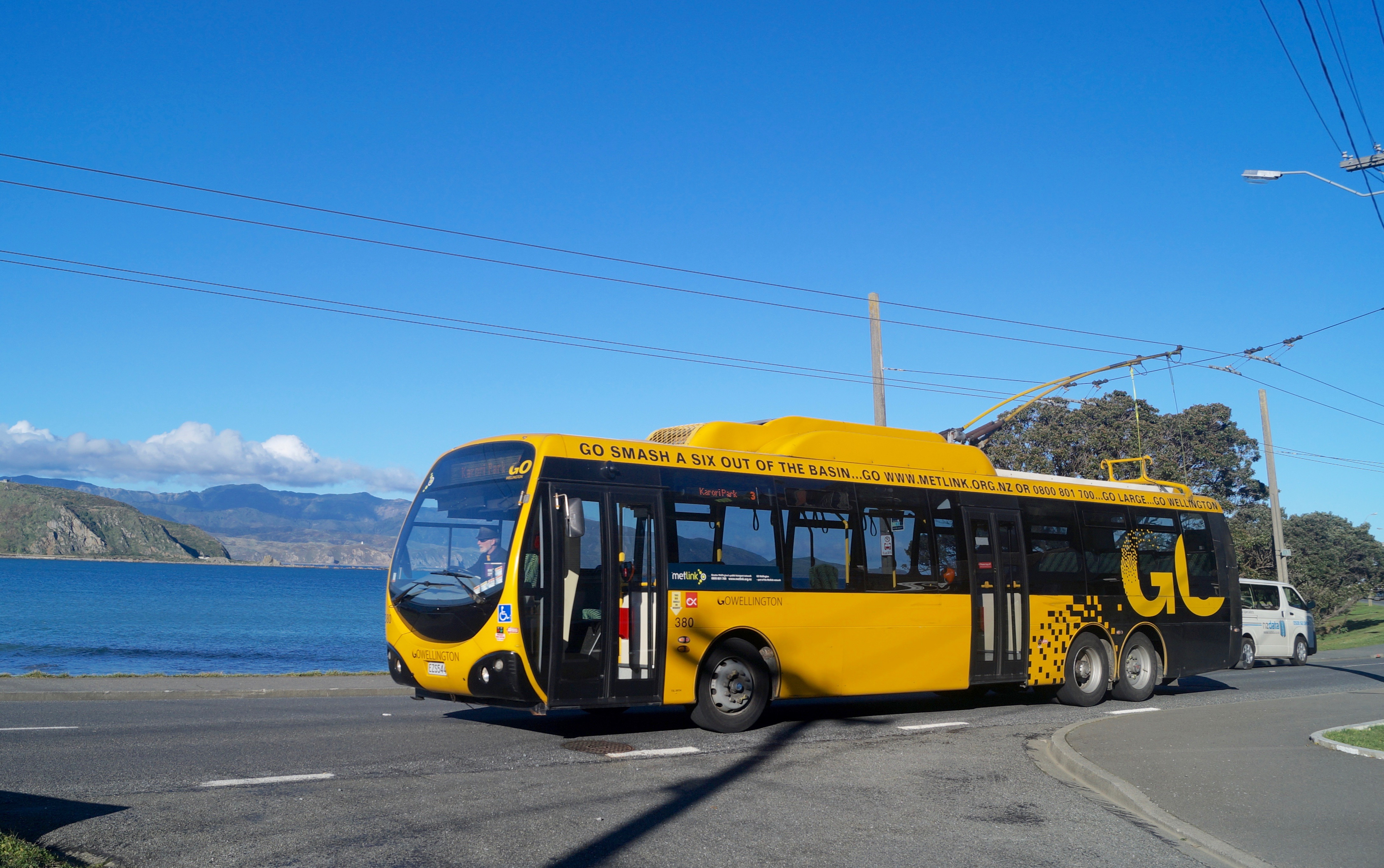
Ein Obus an der Lyall Bay, 2015

Der Oberleitungsbus Wellington war seit 1982 der einzige Oberleitungsbus-Betrieb in Neuseeland (abgesehen von den Museumsbetrieben im Foxton Trolleybus Museum und im Ferrymead Heritage Park), gleichzeitig auch der einzige in Ozeanien. Der Betrieb wurde am 20. Juni 1949 eröffnet, zuvor existierte vom 29. September 1924 bis Mai 1932 bereits einmal ein Obusverkehr in der neuseeländischen Hauptstadt. Zuletzt wurden insgesamt neun Linien bedient, Betreibergesellschaft war die Go Wellington, diese wiederum gehörte zur NZ Bus, einem Unternehmen der Infratil.
Der Betrieb in Wellington erneuerte zuletzt ab 2007 seinen Fuhrpark. Die ersten beiden Prototypen mit futuristischem Design waren seit diesem Jahr unterwegs, insgesamt wurden bis 2009 einundsechzig Obusse beschafft. Die modernen Niederflur-Fahrzeuge ersetzten die 26 Jahre alte Volvo-Flotte und kosteten 460.000 Australische Dollar je Wagen. Sie verfügten über 49 Sitzplätze sowie einen Akku-Hilfsantrieb und wurden in Ashburton hergestellt. Ferner war auch die Oberleitung überholungsbedürftig.
Neben dem Tateyama Tunnel Trolleybus und dem Kanden Tunnel Trolleybus in Japan war der Betrieb in Wellington eines von zuletzt drei Obusnetzen, die im Linksverkehr betrieben werden. Weitere neuseeländische Obus-Betriebe existierten früher in Christchurch (1931 bis 1956), Auckland (1938 bis 1980), New Plymouth (1950 bis 1967) und Dunedin (1950 bis 1982). 
Am 31. Oktober 2017 wurde das System nach knapp 60 Jahren trotz massiven Protesten aus der Bevölkerung stillgelegt.

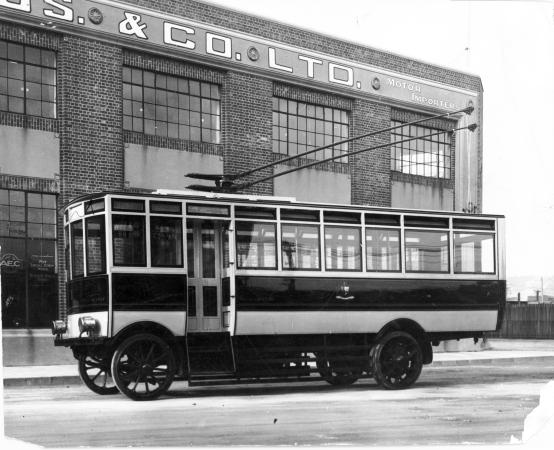
Vertreter der ersten Fahrzeuggeneration von 1924
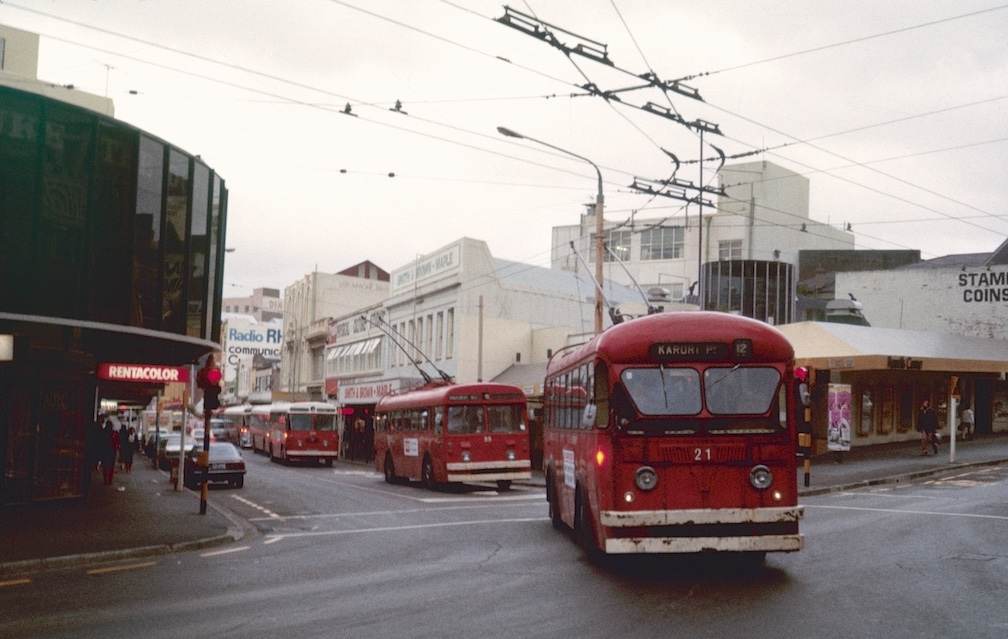
Die älten British United Traction-Wagen im Stadtzentrum, 1981
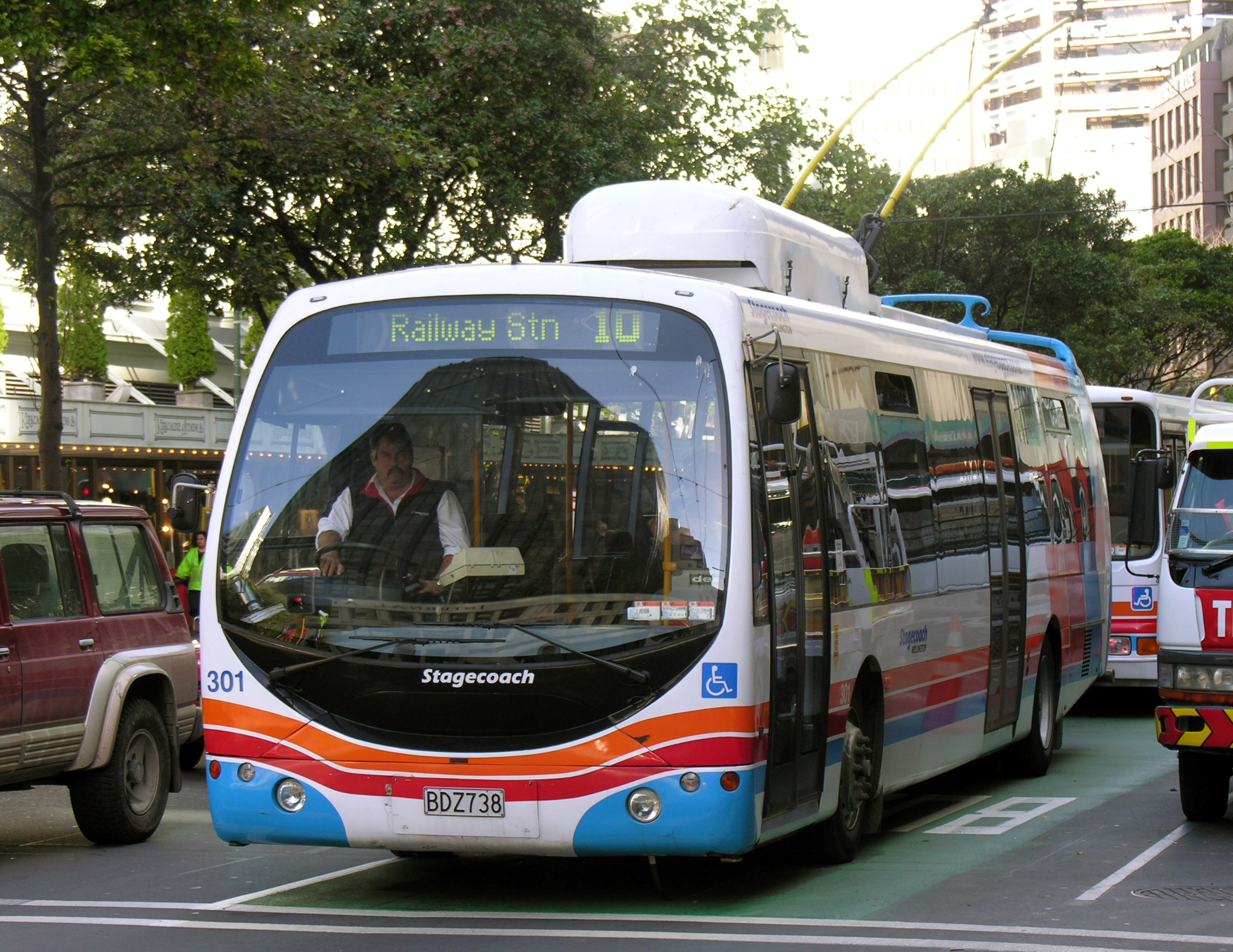
Der erste Trolleybus der letzten Generation
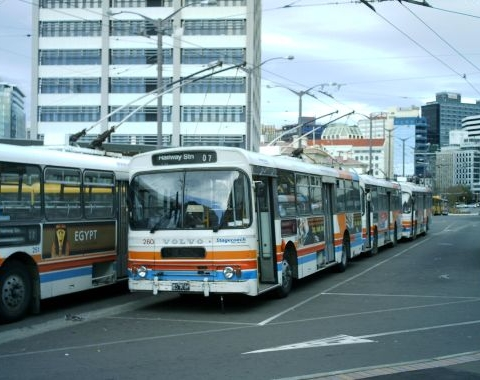
Ab 2007 ausgemusterte Volvo-Trolleybusse
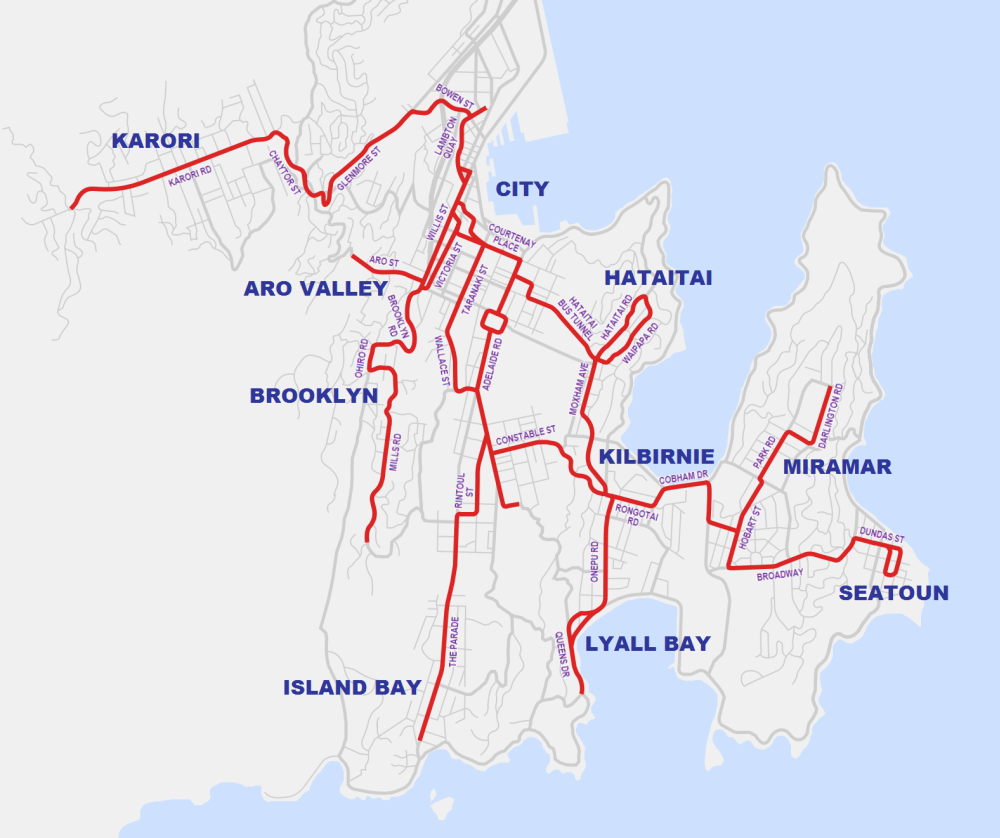
Das Liniennetz